# 맥스웰 페리 코턴
맥스웰 페리 코턴(Maxwell Perry Cotton, 2000년 5월 7일 ~ )은 미국의 배우이다.

## 출연 작품
- 엘리시움 (2013)
- 파퍼씨네 펭귄들 (2011)
- 라디오 프리 앨브무스 (2010)
- 단델리온 더스트 (2009, Like Dandelion Dust)
- 개구쟁이 데니스 크리스마스 (2007)
- 브라더스 앤 시스터스 (2006)